# Diccionari invers
Un diccionari invers és un diccionari alfabetitzat per la inversió de cada entrada:
cotse (estoc)
redamar(ramader)
rasoper (reposar)
raitseb (bestiar)
Una altra variant s'ordena alfabèticament per sufix.
Abans dels ordinadors, els diccionaris inversos eren tediosos de produir. El primer produït per ordinador va ser Stahl and Scavnicky's A Reverse Dictionary of the Spanish Language, el 1974.

## Definició
En un diccionari de paraules inverses, les entrades s'ordenen alfabèticament amb l'última lletra primer, després al costat de l'última, etc. En ells, apareixen junts paraules amb el mateix sufix. Això pot ser útil per a lingüistes i poetes que cerquin paraules acabades amb un sufix en particular, o per un epígraf o especialista en ciències forenses que examini un text malmès (per exemple, una inscripció de pedra o un document cremat) que només tingués la part final d'una paraula. S'han publicat diccionaris inversos d’aquest tipus per a la majoria de llengües alfabètiques importants.

## Aplicacions
Les aplicacions dels diccionaris de paraules inverses inclouen:
- Diccionaris de rimes simples, en la mesura que l’ortografia prediu la pronunciació.
- Trobar paraules amb un sufix determinat (és a dir, final significatiu), com -ment.
- Trobar paraules amb la mateixa terminació que una paraula determinada, encara que la seqüència no tingui sentit.
- Configuració o resolució de trencaclosques de paraules, com ara -gry o el anterior -dous (cerqueu paraules que acabin d'alguna manera) o mots encreuats.

## Construcció
Els diccionaris de paraules inverses són fàcils de construir, simplement ordenant-los en funció de paraules invertides. Abans dels ordinadors, això feia molta feina i era tediós, però ara és senzill. Per exemple, l'ús de les ordres Unix rev i sort permet que el següent programa de línia única produeixi un diccionari invers del fitxer "dict":
```
rev
 
<
 
dict
 
|
 
sort
 
|
 
rev

```

De la mateixa manera, els diccionaris inversos han esdevingut menys importants en la mesura que es poden cercar dinàmicament les llistes de paraules en línia.

## Exemples

### Anglès

#### Física
- Llista de paraules normal i inversa. Recopilat sota la direcció d’AF Brown a la Universitat de Pennsilvània, sota un contracte amb el Departament de Lingüística de l’Oficina de Recerca Científica de la Força Aèria (AF 49 [638] -1042), Philadelphia, 1963
- Lehnert, Martin, Rückläufiges Wörterbuch der englischen Gegenwartssprache, VEB Verlag Enzyklopädie, Leipzig, 1971.
- McGovern, Una, paraules contràries de Chambers per a mots encreuats: una llista ordenada inversament, Chambers, Edimburg, 2002
- Muthmann, Gustav, diccionari anglès invers: basat en principis fonològics i morfològics, Mouton de Gruyter, Nova York, 1999.
- Walker, John, El diccionari rimat de la llengua anglesa: en què s'ordena tota la llengua segons les seves terminacions, Routledge & Kegan Paul, Londres, 1983.

### Altres llengües

#### Acadià
- Hecker, Karl, Rückläufiges Wörterbuch des Akkadischen, Harrassowitz, Wiesbaden, 1990.

#### Txec
- Těšitelová, Marie; Petr, Jan; Králík, gen. Retrográdní slovník současné češtiny, Praha, Academia, 1986.

#### Neerlandès
- Nieuwborg, ER, Retrograde woordenboek van de Nederlandse taal, Kluwer Technische Boeken, Deventer, 1978.

#### Estonià
- Hinderling, Robert, Rückläufiges estnisches Wörterbuch = Eesti keele pöördsõnaraamat (Sõnalõpuline leksikon) = Diccionari invers de la llengua estoniana, Sprach- und Literaturwissenschaftliche Fakultät der Universität Bayreuth, Bayreuth, 1979.

#### Finès
- Tuomi, Tuomo (ed.), Suomen kielen käänteissanakirja - Revers Dictionary of Modern Standard Finnish, Suomalaisen kirjallisuuden seura, 1980.ISBN 951-717-002-5 .

#### Francès
- Juilland, A., Dictionnaire invers de la langue française, Mouton, La Haia, 1965.

#### Alemany
- Bruckner, T., Rückläufige Wortliste zum heutigen Deutsch, Institut für Deutsche Sprache, Mannheim, 1986.
- Mater, Erich, Rückläufiges Wörterbuch der deutschen Gegenwartssprache CD-ROM, Straelener Ms.-Verlag, Straelen, 2001ISBN 3-89107-047-0
- Muthmann, Gustav, Rückläufiges deutsches Wörterbuch: Handbuch der Wortausgänge im Deutschen, mit Beachtung der Wort- und Lautstruktur, Niemeyer, Tübingen, 2001.

#### Grec, modern
- Αναστασιάδη-Συμεωνίδη, Α. Αντίστροφο Λεξικό της Νέας Ελληνικής . Θεσσαλονίκη: Ινστιτούτο Νεοελληνικών Σπουδών, 2002.
- Κουρμούλης Γ. Αντίστροφον λεξικόν της Νέας Ελληνικής . Δεύτερη Έκδοση. Αθήνα: Παπαδήμας, 2002.

#### Hebreu
- Kuhn, Karl Georg, Rückläufiges hebräisches Wörterbuch, Vandenhoeck & Ruprecht, Göttingen, 1958

#### Hebreu i arameu
- Sander, Ruth i Kerstin Mayerhofer, diccionari hebreu i arameu retrògrad, Vandenhoeck i Ruprecht, Göttingen, 2010.ISBN 978-3-525-55007-6ISBN 978-3-525-55007-6

#### Hongarès
- Papp, Ferenc, A magyar nyelv szóvégmutató szótára [Reverse-alphabetized dictionary of the Hungarian language]. Akadémiai Kiadó, Budapest, 1969, 2nd ed.: 1994. ISBN 9630567326

#### Índi, antic
- Schwarz, Wolfgang, Rückläufiges Wörterbuch des Altindischen = Índex invers de l’antic indi, Harrassowitz, Wiesbaden, 1974-1978.

#### Italià
- Alinei, ML, Dizionario inverso italiano, amb indicació i llista de freqüència delle terminacions, Mouton & Co., The Hague 1965.

#### Llatí
- Gradenwitz, Otto, Laterculi vocum latinarum, G. Olms, Hildesheim, 1966.

#### Macedoni
- Mitrevski, George, Diccionari Revers de Macedònia = Македонски обратен речник . http://macedonia.auburn.edu/revdict/index.html%5B%5D%5BEnllaç+no+actiu%5D

#### Manxú
- Rozycki, William, Un índex invers de Manchu, Institut de Recerca per a Estudis de l’Àsia Interior, Universitat de Indiana, Bloomington, 1981.

#### Mongol
- Krueger, John Richard, diccionari epigràfic mongol en llista inversa, Universitat d'Indiana, Bloomington, 1967.
- Vietze, Hans Peter, Rückläufiges Wörterbuch der mongolischen Sprache, Verlag Enzyklopädie, Leipzig, 1976.

#### Rus
- Viccionari rus invers
- Bielfeldt, HH, Rückläufiges Wörterbuch der Russischen Sprache der Gegenwart, Akademie erlag, Berlín, 1958.

#### Eslovac
- Garabík, Radovan et al., Retrográdny slovník súčasnej slovenčiny - slovné tvary na báze Slovenského národného korpusu. VEDA, vydavateľstvo SAV, Bratislava, 2018ISBN 978-80-224-1699-3 .

#### Eslovè
- Hajnšek-Holz, Milena i Primož Jakopin, Odzadnji slovar slovenskega jezika po Slovarju slovenskega knjižnega jezika, ZRC SAZU, Ljubljana, 1996.

#### Espanyol
- Bosque, I., Pérez, M., Diccionario inverso de la lengua española, Gredos, Madrid, 1987.
- Stahl, Fred A., Scavnicky, Gary EA, Un diccionario inverso de la lengua española, University of Illinois Press, Urbana, IL, 1974.

#### Turc
- Kubiyak, Yel, Rückläufiges Wörterbuch des Türkischen, Landeck, Frankfurt, 2004.

#### Gal·lès
- Zimmer, Stefan, A reverse dictionary of modern Welsh = Geiriadur gwrthdroadol Cymraeg diweddar, Buske, Hamburg, 1987.